# Metallata fasciata
Metallata fasciata là một loài bướm đêm trong họ Erebidae.